# The Cult of Ray
The Cult of Ray släpptes den 22 januari 1996 och är Frank Blacks tredje soloalbum. Titeln syftar på författaren Ray Bradbury. De musiker som Black använde sig av under inspelningen kom från och med hans nästa album att kallas The Catholics och de kom att spela ihop de nästkommande sju åren.

## Låtlista
1. "The Marsist"
2. "Men in Black "
3. "Punk Rock City"
4. "You Ain't Me "
5. "Jesus Was Right"
6. "I Don't Want to Hurt You (Every Single Time)"
7. "Mosh, Don't Pass the Guy"
8. "Kicked in the Taco"
9. "The Creature Crawling"
10. "The Adventure and the Resolution "
11. "Dance War "
12. "The Cult of Ray"
13. "The Last Stand of Shazeb Andleeb"